# Richard Hadlock
Richard „Dick“ B. Hadlock (* 27. September 1927 in Schenectady; † 2. Februar 2022) war ein US-amerikanischer Jazzmusiker (Sopransaxophon, Klarinette), der sich außerdem als Journalist und Hörfunk-Moderator betätigte.

## Leben und Wirken
Hadlock wuchs in Bridgeport, Connecticut auf und begann schon früh, Jazzschallplatten zu sammeln. Mit 12 Jahren versuchte er, „Tuxedo Junction“ auf seiner Metallklarinette zu spielen. Seine Highschool-Jahre verbrachte er in Brasilien, wo er Saxophonunterricht bei dem Orchesterleiter Zaccarias in Rio de Janeiro hatte. Das College besuchte er in Philadelphia; in dieser Zeit erhielt er Unterricht auf dem Sopransaxophon von Sidney Bechet. Nach seinem College-Abschluss ließ er sich in New York City nieder und begann ein langfristiges Klarinettenstudium bei Garvin Bushell, später auch bei Lee Konitz in San Francisco, wohin er 1959 zog, um in der Band von Turk Murphy zu spielen.
Im Laufe seiner Karriere spielte Hadlock in einem breiten Spektrum von Stilen; zu seinen musikalischen Partnern gehörten Musiker der New Orleans Jazz wie Kid Ory, Pops Foster, Danny Barker, Muggsy Spanier, Joe Sullivan und Wild Bill Davison, die Sängerinnen Barbara Dane, Maxine Sullivan und Kim Nalley, die Pianisten Ralph Sutton, Norma Teagarden, Butch Thompson, Larry Vuckovich und Herbie Nichols. Er hat unter anderem auch mit Howard Alden, Grover Mitchell, Marty Grosz, Ben Goldberg, Dan Barrett, John Schott, Milt Hinton, Rebecca Kilgore, Dave Frishberg und dem Hot Club of San Francisco zusammengearbeitet und/oder aufgenommen. Im Bereich des Jazz war er laut Tom Lord zwischen 1971 und 2016 an 27 Aufnahmesessions beteiligt, außer den Genannten auch mit Jim Goodwin, Ray Skjelbred, Leon Oakley, Hal Smith, Barbara Lashley und mit Mal Sharpes Big Money in Jazz Band.
Hadlocks journalistischer Werdegang umfasst die Tätigkeit als Herausgeber einer Jazz-Zeitschrift, The Record Changer in den 1950er Jahren. Als Kritiker arbeitete er für den Down Beat, Metronome und den San Francisco Examiner. Des Weiteren schrieb er zahlreiche Liner Notes, darunter einen Essay über Joe Sullivan, der 1984 für den Grammy Award for Best Album Notes nominiert wurde. Hadlock galt als angesehener Jazz-Historiker; u. a. war er Autor des Buchs Jazz Masters of the Twenties. Er hatte eine wöchentliche Sendung (Annals of Jazz) zunächst ab 1959 bei KJAZ in San Francisco; nach fast 20 Jahren bei KQED-FM in San Francisco präsentierte er die Sendung bis zuletzt bei KCSM-FM in San Mateo. Für diese lebenslange Tätigkeit wurde er 2020 mit dem Willis Conover–Marian McPartland Award for Broadcasting der Jazz Journalists Association ausgezeichnet.

## Diskographische Hinweise
- The Wild Bill Davison Centennial Concert (Jazzology, 2009), mit  Leon Oakley, Bob Mielke, Dan Barrett, Ray Skjelbred, Clint Baker, J. Hansen
- Garvin Bushell: Richard Hadlock Presents Garvin Bushell and Friends: One Steady Roll (Delmark Records, 1981, ed. 2009)